# В детской что-то ужасное
«В детской что-то ужасное» (англ. Something Nasty in the Nursery) — четырнадцатая серия пятого сезона культового британского телесериала «Мстители» с Патриком Макни и Дайаной Ригг в главных ролях и Ютой Джойс, Полом Эддингтоном и Клайвом Данном в качестве приглашённых звёзд.

## Сюжет
Джон Стид и Эмма Пил расследуют загадочные изменения поведения у взрослых политиков, временно впадающих в детство, а также узнают об утечке секретной информации в военном министерстве. След приводит их в "Гильдию Благородных Нянь", где Стид пытается побольше разузнать о некоей мисс Робертс, приходившейся няней для всех жертв.

## В ролях
| Актёр            | Роль               |
| ---------------- | ------------------ |
| Патрик Макни     | Джон Стид          |
| Дайана Ригг      | Эмма Пил           |
| Дадли Фостер     | мистер Козёл       |
| Юта Джойс        | мисс Листер        |
| Пол Эддингтон    | лорд Уильям Бомонт |
| Пол Хардуик      | Фредерик Уэбстер   |
| Патрик Ньюэлл    | сэр Джордж Коллинз |
| Джеффри Самнер   | генерал Уилмот     |
| Тревор Баннистер | Гордон             |
| Клайв Данн       | Мартин             |
| Джордж Мерритт   | дворецкий Джеймс   |
| Энид Лоример     | няня Робертс       |
| Луи Рамсэй       | няня Смит          |
| Деннис Чиннери   | Добсон             |

## Производство
Съемка серии началась 8 марта 1967 года и была закончена 3 апреля того же года. В создании серии также участвовал режиссер Лесли Норман. Серия была спродюсирована Альбертом Феннелом и Брайаном Клеменсом и исполнительным продюсером Джулианом Уинтлом, в производство была спроектирована Робертом Джонсом.
Актриса Пенелопа Кит (1940), указанная в конечных титрах серии, участвовала в репетиции на 29 марта и потратила на съемки следующие два дня, тем не менее все кадры с ее участием были вырезаны при окончательном монтаже.

## Эфир
- Серия впервые транслировалась в Великобритании в Tyne Tees Television регионе в среду 19 апреля 1967 года[4].
- В воскресенье 3 декабря 1995 года сокращенная версия серии транслировалась на российском телеканале "ТВ6 Москва"[5][6]. Показ не включал рекламные вставки.